# Fantoompijn
Fantoompijn is een pijnsensatie die beleefd wordt als afkomstig van een geamputeerd ledemaat. Dit kan om een geamputeerd been of arm gaan, maar ook bijvoorbeeld een geamputeerde borst of een getrokken kies betreffen.
Fantoompijn is een normaal en veelvoorkomend verschijnsel na een amputatie. Na amputatie komt fantoompijn bij globaal 70% van de patiënten voor. Fantoompijn doet zich het meest voor in aanvallen die in ernst en frequentie kunnen verschillen, maar kan ook chronisch optreden en dus altijd aanwezig zijn. Kenmerkend is dat fantoompijn wordt omschreven als stekend, brandend, prikkelend, tintelend, etc.
Over de oorzaak van fantoompijn is inmiddels duidelijk dat het hersengebied dat oorspronkelijk correspondeerde met het geamputeerde lichaamsdeel nog actief is en chronisch of af en toe geactiveerd wordt (zie somatosensibele schors of fantoomledemaat). De hersenen interpreteren dit alsof het geamputeerde lichaamsdeel er nog is en pijn doet. Dit kan veroorzaakt worden door een verkeerde reorganisatie van de hersenen na de amputatie, het kan komen door een pijnherinnering of slechte bloedsomloop of spiertrekkingen in het stompgebied of verhoogde activiteit in de cellen van het neuroomgebied. Een neuroom (ook: neurinoom) is een woekering van cellengroei aan het uiteinde van een doorgesneden zenuw in het stompgebied.
Door middel van therapie, zoals de spiegeltherapie, kan de pijn worden verminderd, doordat door hersentraining nieuwe verbindingen in de hersenen worden gelegd. Deze therapie houdt in dat de patiënt voor de spiegel bijvoorbeeld het linker ledemaat waar hij geen pijn aan heeft, beweegt. Hierdoor worden de hersenen getraind dat er in het rechter geamputeerde ledemaat niets aan de hand is. Na een aantal weken trainen zal de fantoompijn afnemen.